# Pardosa katangana
Pardosa katangana là một loài nhện trong họ Lycosidae.
Loài này thuộc chi Pardosa. Pardosa katangana được Carl Friedrich Roewer miêu tả năm 1959.